# Firewatch
Firewatch è un videogioco d'avventura del 2016, sviluppato da Campo Santo e pubblicato da Panic per PlayStation 4, Xbox One, Switch e Windows.
Il titolo è stato commercializzato in tutto il mondo a partire dal 9 febbraio 2016 per PlayStation 4 e Windows, mentre il 21 settembre dello stesso anno ne è stata realizzata una versione anche per Xbox One; il 17 dicembre 2018 è stato rilasciato un porting su Nintendo Switch.
Al 2018 aveva venduto oltre due milioni di copie in tutto il mondo.

## Trama
Firewatch è ambientato nella Foresta nazionale di Shoshone (Wyoming) durante l'estate del 1989, circa un anno dopo il grande incendio che colpì il vicino Parco nazionale di Yellowstone. Un uomo di Boulder (Colorado) di nome Henry accetta l'incarico di guardaboschi del parco dopo che sua moglie Julia ha sviluppato una forma precoce di Alzheimer ad appena 40 anni d'età ed è tornata a vivere dai suoi genitori a Melbourne (Australia).
Il primo giorno di lavoro la supervisora di Henry, Delilah, che si trova in un'altra torre simile alla sua, contatta l'uomo via walkie-talkie e gli chiede di investigare su dei fuochi d'artificio sparati illegalmente nei pressi di un lago vicino; qui Henry trova due ragazze adolescenti ubriache che fuggono per evitare guai. Tornando alla sua torre, Henry vede una figura sconosciuta che lo osserva da lontano, per poi scoprire che la sua torre d'avvistamento è stata saccheggiata e che la linea di comunicazione è stata interrotta. Il giorno seguente indaga sull'incidente e, trovando il cavo tagliato, sospetta che siano state le ragazze, poiché le aveva fatte arrabbiare, tuttavia poco più tardi trova la tenda delle due completamente sottosopra e capisce che non sono state loro, ma una persona esterna al parco. Più tardi Henry trova un vecchio zaino ed una macchina fotografica usa e getta che Delilah riconosce: appartenevano a Brian Goodwin, un bambino figlio di un'ex vedetta del parco, Ned, veterano della guerra del Vietnam e per questo sofferente di squilibri mentali. Delilah non aveva mai parlato a nessun'altra vedetta della presenza dei due, dato che alle vedette è vietato portare i propri figli e familiari con sé nel parco, per cui quando Ned e Brian se ne erano andati senza lasciare spiegazioni, la donna non poté farne parola con nessuno, ritenendo semplicemente che fossero ritornati a casa in Nebraska. Henry e Delilah scoprono poi che le due adolescenti viste prima risultano disperse e, temendo un'inchiesta, rilasciano una dichiarazione falsa in cui sostengono di non averle mai viste o incontrate.
Due mesi dopo, un incendio ha iniziato a svilupparsi nel parco. Mentre si reca a pescare in riva al lago, Henry trova un rapporto battuto a macchina da scrivere in cui è trascritta una conversazione che lui e Delilah avevano avuto settimane prima. Poco più avanti trova anche un walkie-talkie simile al suo, ma prima di riuscire ad indagare ulteriormente viene tramortito da qualcuno e perde i sensi. Il rapporto che aveva trovato faceva riferimento ad un luogo chiamato "Wapiti Meadow" poco lontano da lì, in cui Henry riesce ad entrare dopo aver aperto la recinzione tramite una pulaski. In cerca di spiegazioni, entra e scopre delle costose apparecchiature di sorveglianza e rapporti dattiloscritti che descrivono in dettaglio le conversazioni e le vite private sue e di Delilah. Scopre anche un dispositivo di tracciamento, che porta con sé. Turbati da questa scoperta, Henry e Delilah discutono di distruggere il campo governativo ma decidono di non farlo. Mentre Henry torna alla torre, tuttavia, qualcuno ha già dato fuoco al campo per sbarazzarsi delle prove.
Il giorno successivo, Henry usa il dispositivo di tracciamento e trova casualmente uno zaino con al suo interno una chiave per una caverna chiusa da una recinzione. Delilah dice a Henry di vedere qualcuno nella sua torre di vedetta. Quando Henry arriva, trova un walkman attaccato alla porta con una registrazione incriminante della discussione di Henry e Delilah sulla distruzione del campo governativo. Il giorno successivo, una persona che finge di essere Henry chiama un'altra vedetta e afferma che Delilah conosce la causa dell'incendio alla stazione, rendendo lei ed Henry ancora più nervosi.
Henry usa la chiave trovata per entrare nella caverna, ma la porta alle sue spalle viene improvvisamente richiusa da una figura sconosciuta. Mentre esplora i cunicoli, Henry trova la scarpa sportiva di un ragazzino, mentre nel profondo della caverna scopre il corpo in decomposizione di Brian Goodwin, proprietario della scarpa. Comprendendo che è morto facendo arrampicata tramite via ferrata nella grotta, Henry usa l'attrezzatura di Brian per scappare e riferisce a Delilah del ritrovamento del ragazzo, lasciandola sconvolta.
Il giorno successivo viene dato un ordine di evacuazione per tutte le vedette, poiché l'incendio che Henry aveva individuato e nominato in precedenza è cresciuto a dismisura ed è andato fuori controllo. Mentre Henry si prepara ad andarsene, il dispositivo di tracciamento inizia a suonare. Segue il segnale e scopre una cassetta con una registrazione di Ned Goodwin. Ned afferma che la morte di Brian è stata accidentale e che il ragazzo era caduto a causa dell'inesperienza nell'arrampicata. Non volendo tornare nella società dopo la morte di Brian, da allora Ned ha vissuto segretamente nella zona come un eremita. Siccome ora Henry e Delilah hanno scoperto la verità che Ned voleva nascondere loro, decide di fuggire nei boschi, avvertendo Henry di non cercarlo. Henry trova il bunker improvvisato di Ned, insieme agli oggetti rubati dal campo governativo, alle torri di avvistamento e alle ragazze adolescenti (precedentemente nel gioco, Delilah aveva riferito che le due erano state trovate sane e salve e che risultavano disperse poiché erano state arrestate e tenute in stato di fermo dalla polizia). Il campo governativo stava semplicemente studiando la fauna selvatica e la sismicità della zona; Ned aveva utilizzato le apparecchiature radio per assicurarsi che nessuno lo stesse cercando e per creare trascrizioni per spaventare Henry e farlo desistere dall'indagare. Nonostante la confessione di Ned, Delilah lo incolpa per la morte di Brian e parte con l'elicottero di soccorso dalla sua torre. Henry arriva alla torre della donna troppo tardi: i due si scambiano un amaro saluto per radio, poi un elicottero porta in salvo Henry.

## Modalità di gioco

Screenshot del gioco

Il gameplay di Firewatch è principalmente improntato sull'esplorazione dell'area di gioco (con l'avanzamento della storia principale sono esplorabili nuove zone) e la risoluzione di piccoli enigmi ambientali. L'unica forma di comunicazione per il protagonista è un piccolo walkie-talkie grazie al quale può rimanere in contatto con la sua supervisora, Delilah; il giocatore può scegliere tra una serie di opzioni di dialogo per interagire con lei, in base alle quali cambierà il tono del rapporto che si instaurerà tra i due.
Il 21 settembre 2016, con l'uscita di Firewatch su Xbox One, sono state implementate la modalità Free Tour, che permette al giocatore di esplorare l'area di gioco seguendo un ciclo giorno-notte senza l'obbligo di dover rivivere la storia principale o completare obiettivi, e la modalità Audio Tour, nella quale si può ripercorrere il gioco ascoltando i commenti degli sviluppatori.

## Accoglienza
| Recensore       | Voto       |
| --------------- | ---------- |
| Game Revolution | 4.5/5      |
| Game Spot       | 7/10       |
| IGN             | 7.5/10     |
| Aggregatore     | Media voti |
| Game Rankings   | 80,5%      |
| Metacritic      | 81         |

All'edizione 2016 dei Game Developers Choice Awards, organizzata dalla Game Developers Conference, Firewatch ha vinto i premi per il miglior videogioco di debutto e la migliore narrazione.
All'edizione 2017 dei British Academy Video Games Awards, organizzata dalla British Academy of Film and Television Arts, Firewatch ha ottenuto sei nomine e vinto due premi come miglior videogioco di debutto e miglior performance vocale per la doppiatrice Cissy Jones; Firewatch è stato il terzo titolo con più nomine all'evento dopo Uncharted 4 e Inside e il secondo col maggior numero di premi vinti dopo lo stesso Inside.

## Adattamento cinematografico
Nel settembre del 2016 è stato annunciato che Campo Santo stava collaborando con la casa di produzione Good Universe per realizzare un adattamento cinematografico di Firewatch.